# ناحية مركز القطيفة
ناحية مركز القطيفة إحدى نواحي سوريا تتبع إداريّاً لمحافظة ريف دمشق منطقة القطيفة ومركزها مدينة القطيفة، بلغ تعداد سكان الناحية 44,820 نسمة حسب التعداد السكاني لعام 2004.

## بلدات وقرى ناحية مركز القطيفة
القطيفة، حلة، معضمية القلمون.